# Tournous-Darré

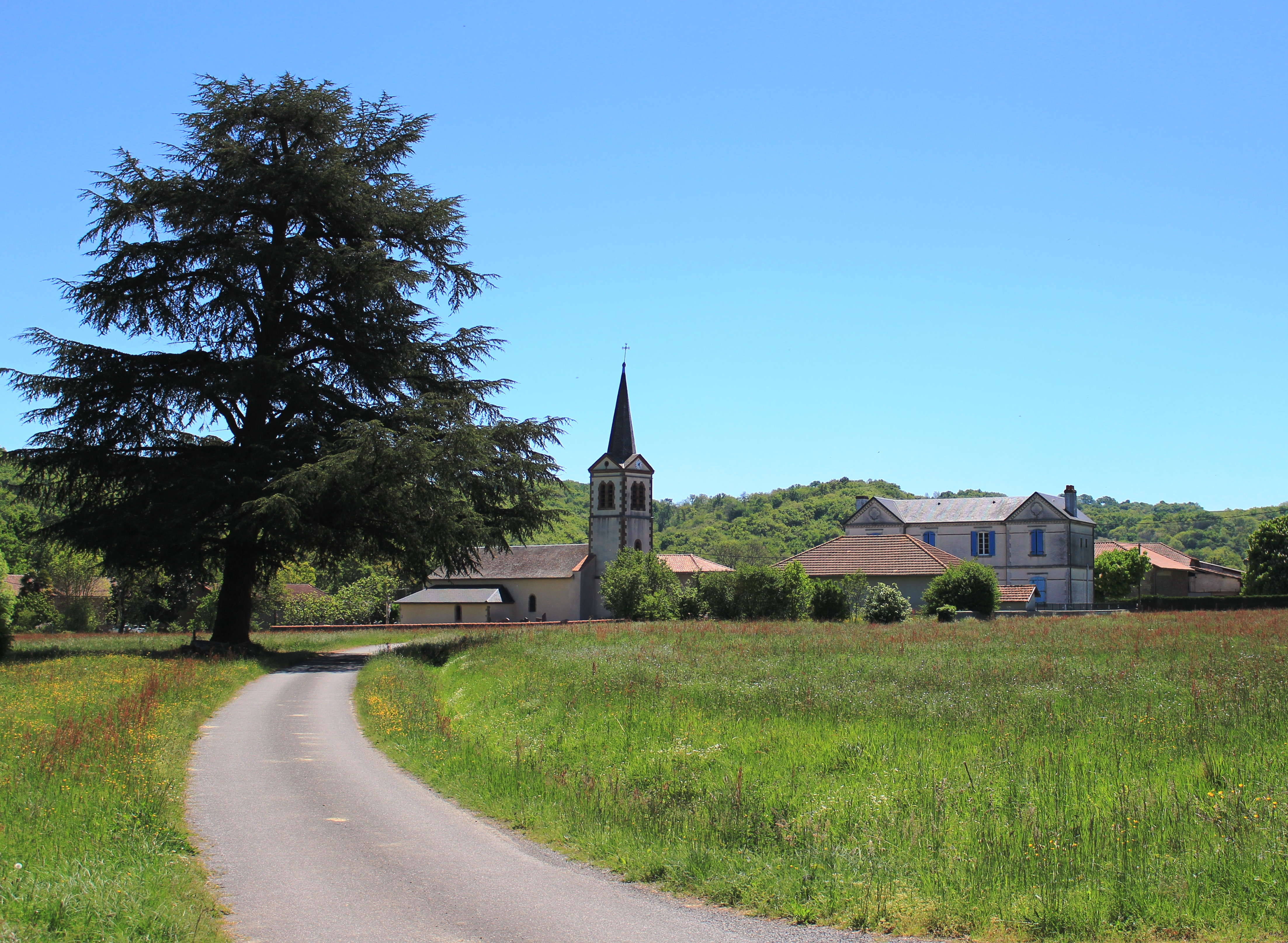
Tournous-Darré (Altos Pirineos)

 Tournous-Darré  es una comuna y población de Francia, en la región de Mediodía-Pirineos, departamento de Altos Pirineos, en el distrito de Tarbes y cantón de Trie-sur-Baïse.
Su población en el censo de 1999 era de 76 habitantes.
Está integrada en la Communauté de communes du Pays de Trie.